# پو (تائوئیسم)
پو (تائوئیسم)

p’o

پو (پئو) (p’o) (p’u) (کندهٔ ناتراشیده) یا بی تعینی آغازین است.
و حالتی از تمامیت و سادگی. پو نشانگر جوهر آغازینِ ساده است.
کُندهٔ دست نخورده، چوبِ ناتراشیده و دست نخورده و بکر است،
که هنوز با هیچ ابزاری بر آن کاری صورت نگرفته و مادهٔ خام به‌شمار می‌آید. مادّهٔ کار نامده و بی تعینی آغازین است.
چی (chi) نیروی آغازین و خام، نگهدارندهٔ عالم است؛ و به طریقی با پو (p’o) (کندهٔ ناتراشیده) و جوهرعنصری بستگی دارد.
دون خوان ماتئوس ماتوس (don Juan Matus): آگاهی، ماده خام است؛ و دقت، فراوردهٔ نهایی رشد